# Редька
Ре́дька (лат. Ráphanus) — по современной классификации монотипный ботанический род c единственным видом однолетних травянистых растений Редька дикая (Raphanus raphanistrum) семейства Капустные (Brassicaceae). В диком виде произрастает в Европе и умеренном поясе Азии. 

## Ботаническое описание

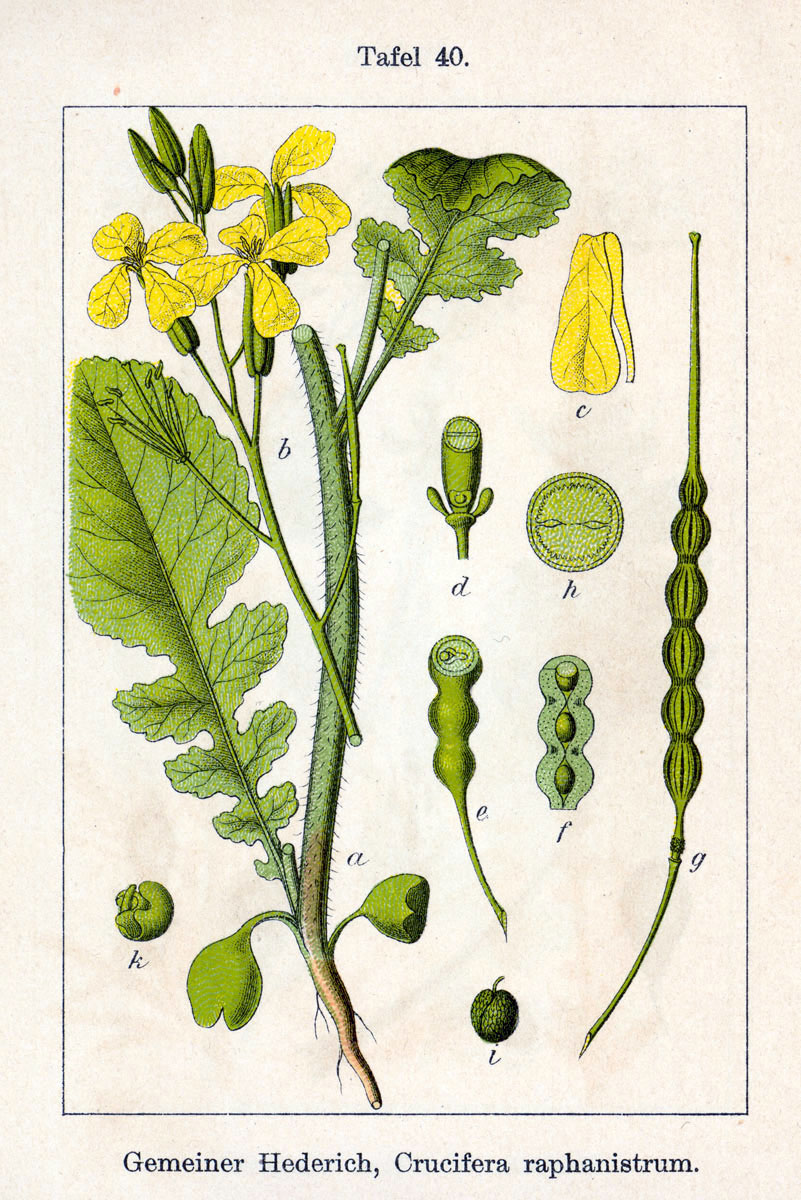
Редька полевая.

Растения с простыми или ветвистыми стеблями.
У культурных и некоторых дикорастущих форм корни утолщённые, съедобные.
Листья лировидно-перистонадрезанные или лировидно-перисторассечённые.
Чашелистики прямые, продолговатые, тупые. Лепестки широко обратно-овальные, длинно ноготковые, жёлтые, белые или пурпурно-фиолетовые. Завязь на очень короткой плодоножке; столбик неясный; рыльце головчатое, маленькое, слабо двулопастное.
Плоды — цилиндрические стручки, заканчивающиеся длинным носиком и разламывающиеся поперёк на членики. Если стручок из двух члеников, то нижний членик большей частью пустой или зачаточный, реже с 1—2 семенами, а верхний — с несколькими семенами. Семена яйцевидно-шаровидные, корешок зародыша лежит в желобке между семядолями.

## Классификация

### Таксономия[3]
Raphanus L., 1753, Sp. Pl. : 669
Род Редька относится к семейству Капустные (Brassicaceae) порядка Капустоцветные (Brassicales). Кладограмма в соответствии с Системой APG IV по состоянию на июнь 2023 года:
|  |                                      |  |                                   |                                   |                     |  | ещё 16 семейств | ещё 16 семейств |              |  |  |  | еще 13 видов, ожидающих подтверждения |
|  |                                      |  |                                   |                                   |                     |  | ещё 16 семейств | ещё 16 семейств |              |  |  |  | еще 13 видов, ожидающих подтверждения |
|  |                                      |  |                                   | порядок Капустоцветные            |                     |  |                 |                 | род Редька   |  |  |  |                                       |
|  |                                      |  |                                   | порядок Капустоцветные            |                     |  |                 |                 | род Редька   |  |  |  |                                       |
|  | отдел Цветковые, или Покрытосеменные |  |                                   |                                   | семейство Капустные |  |                 |                 | Редька дикая |  |  |  |                                       |
|  | отдел Цветковые, или Покрытосеменные |  |                                   |                                   | семейство Капустные |  |                 |                 |              |  |  |  |                                       |
|  |                                      |  | ещё 63 порядка цветковых растений | ещё 63 порядка цветковых растений |                     |  |                 | ещё 354 рода    | ещё 354 рода |  |  |  |                                       |
|  |                                      |  |                                   | ещё 63 порядка цветковых растений |                     |  |                 |                 | ещё 354 рода |  |  |  |                                       |

### Виды и сортогруппы
В более ранних классификациях помимо вида Редька дикая (Raphanus raphanistrum) в состав рода включалось около десятка самостоятельных таксонов, которые в настоящее время имеют статус неподтвержденных видов, либо считаются синонимами основного вида или его подвидами. Например, в издании «Флора европейской части СССР» (1979) упоминались
- Raphanus candidus Worosch. (1947) — Редька белая. Возможно, гибрид Raphanus sativus L. × Raphanus raphanistrum L.
- Raphanus confusus (Greuter & Burdet) Al-Shehbaz & Warwick (1997)
- Raphanus maritimus Sm. (1806) — Редька приморская. Растение встречается на атлантическом побережье Европы, в Средиземноморье, на берегах Чёрного моря, на Кавказе, в Малой Азии
- Raphanus sativus L. (1753) — Редька посевная, или Редька огородная. Родина растения неизвестна; предположительно — Азия. Имеется множество внутривидовых таксонов, сильно отличающихся друг от друга по внешнему виду, которые культивируются по всему свету, особенно в Европе, Азии, Австралии и Северной Америке

Для систематизации информации по культурным формам редьки в настоящее время используются сортогруппы или сортотипы культиваров, объединяющие схожие по тем или иным характеристикам сорта, например, редис, редька чёрная, редька белая, лоба, дайкон и др.

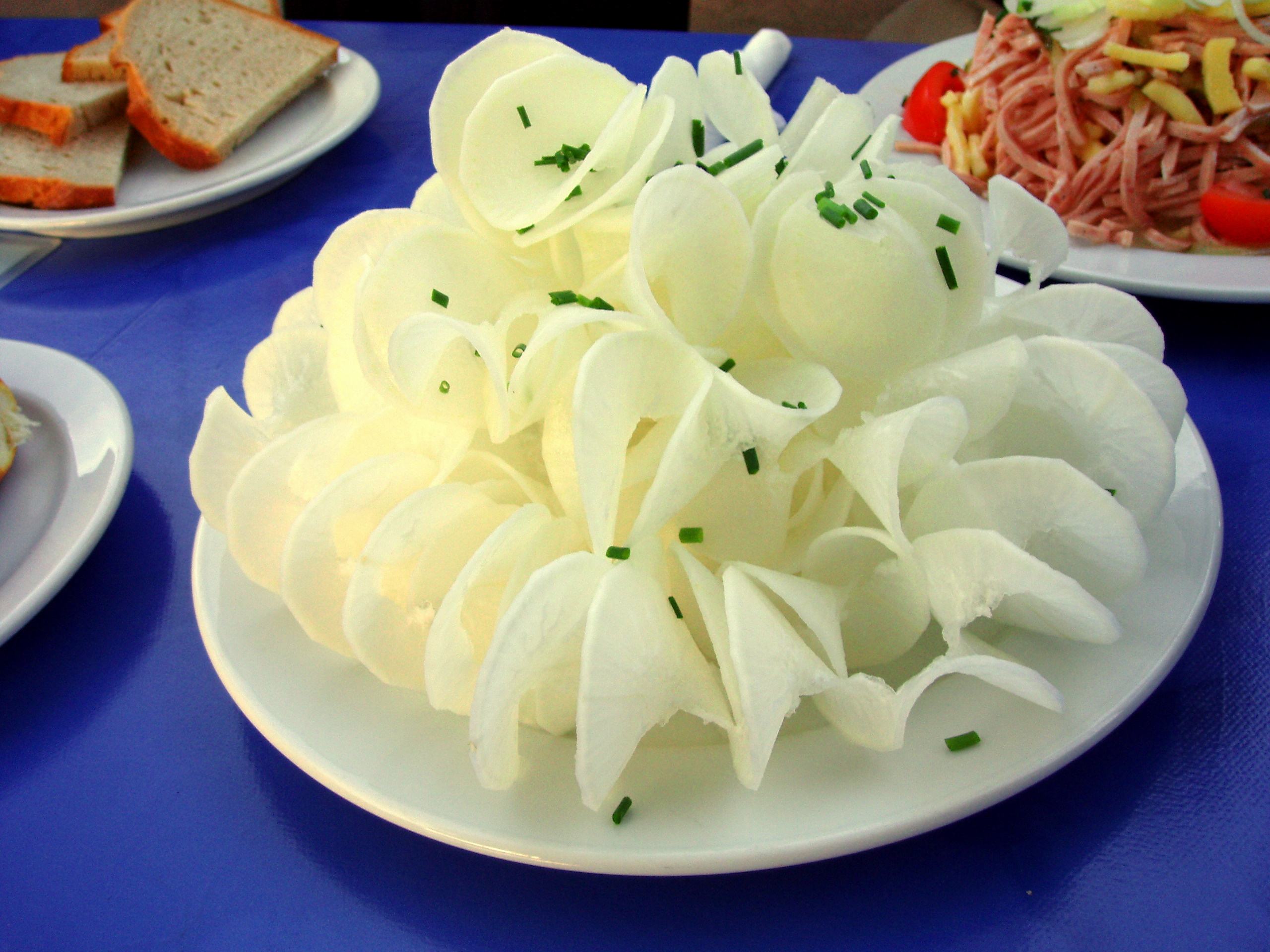
В Баварии редька — популярная закуска к пиву